# Herman Berens den yngre
Gustaf Herman Berens, född 17 november 1862 i Stockholm, död där 5 juli 1928, var en svensk dirigent och tonsättare, son till Herman Berens d.ä.
Berens genomgick konservatoriet i Stockholm och verkade som kapellmästare vid Södra, Svenska och Vasateatern och som dirigent för Stockholms allmänna sångförening med mera. 
Dessutom satte han musik till flera pjäser, som De landsförviste, Hin och smålänningen, Jon Blund, I ungdomens vår och Prinsessa för en dag.
Den 30 november 1921 invaldes han som ledamot 576 av Kungliga Musikaliska Akademien.